# ديليانوفا
ديليانوفا هي مدينة تقع في مقاطعة ريدجو كالابريا في إيطاليا.

## السكان
في سنة 1861 بلغ عدد السكان 4٬558 نسمة، وتطور العدد ليصل في سنة 2011 لـ 3٬436 نسمة.
يظهر هذا المخطط البياني تطور النمو السكاني لـ ديليانوفا